# Miescheiderheide
Miescheiderheide is een plaats in de Duitse gemeente Hellenthal, deelstaat Noordrijn-Westfalen, en telt 21 inwoners (2006).